# حماية موائل فراشة مشن الزرقاء

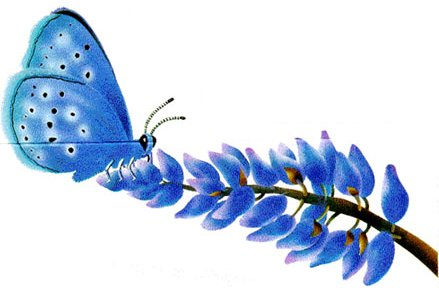

لدى المؤسسة الأمريكية للأسماك والحياة البرية عدد من البرامج التي تهدف إلى حماية موائل فراشة مشن الزرقاء، والتي تشمل الأراضي المأهولة بالفراشات الزرقاء بشكل تقليدي، وهي نوع مهدد بالانقراض. حددت خطة الإصلاح، التي وضعتها المؤسسة الأمريكية للأسماك والحياة البرية في عام 1984، الحاجة إلى حماية موائل فراشة مشن الزرقاء وإصلاح الموائل المتضررة بسبب التحضر وحركة المرور على الطرق السريعة وغزو النباتات الغريبة وغير المحلية. يمكن العثور على مثال لنوع العمل الذي تقوم به الوكالات الحكومية والمواطنين في مارين هيدلاندز في منطقة الاستجمام الوطنية غولدن غيت. بالإضافة إلى ذلك فتحت حرائق الغابات الاعتيادية فرصاً جديدة لحماية الموائل بالإضافة إلى إتلاف تلك الموجودة.

## مارين هيدلاندز
يهدف برنامج مارين هيدلاندز لحماية موائل فراشة مشن الزرقاء إلى التعامل مع واحدة من المشكلات الرئيسية التي تواجه مجتمع فراشات مشن الزرقاء. امتلِكت منطقة هيدلاندز من قبل الجيش الأمريكي. من عام 1870 فصاعداً، استخدم الجيش المنطقة للحصون مثل حصن كرونكايت، والبطاريات الساحلية مثل تلك التي حمت خليج سان فرانسيسكو خلال الحرب العالمية الثانية، و280 موقعاً للصواريخ شغلت المنطقة خلال الحرب الباردة. زرع الجيش الأمريكي أثناء تواجده في مارين هيدلاندز الكثير من الأشجار لذلك العديد من الأنواع الغازية غير المحلية التي تحتل هيدلاندز اليوم تهدد موائل فراشة مشن الزرقاء. يسعى برنامج حماية الموائل إلى اقتلاع هذه الأنواع من مناطق محددة من مارين هيدلاندز. أصبحت بعض الأنواع أصلية في المنطقة وتهدد موطن فراشة مشن الزرقاء المهددة بالانقراض وتشمل الأوكالبتوس عريض الورق والسرو كبير الثمار و صنوبر شعاعي وأكاسيا الخشب الأسود. سيحاول مشروع فراشة مشن الزرقاء لرسوم دخول المستخدم في هيدلاندز إزالة هذه الأنواع وإعادة الغطاء النباتي في المنطقة باستخدام نباتات البراري الساحلية الأصلية.

## جبل سان برونو
تجري محاولة حماية رئيسية أخرى في جبل سان برونو. حُفظت مساحة كبيرة من موطن فراشة مشن الزرقاء تحت رعاية المؤسسة الأمريكية للأسماك والحياة البرية. بشكل عام حفظ برنامج حماية الموائل في جبل سان برونو، أكثر من 3500 فداناً (14 كم²) من الموائل منذ عام 1983. جبل برونو هو موقع خطة حماية الموائل الأولى في البلاد، والتي تهدف إلى حماية موئل فراشة مشن الزرقاء. مع ذلك بقيت خطة حماية الموائل مثيرة للجدل.
يكمن الجدل الدائر حول خطة حماية الموائل في تنفيذها. ظهرت خطة حماية الموائل في سان برونو نحو عام 1982. بحلول ذلك العام، أنشأ السكان المحليون ولاية جبل سان برونو ومقاطعة بارك، التي مساحتها 1950 فداناً (7.9 كيلومتراً مربعاً) من 3600 فداناً من الجبل لحماية موئل فراشة مشن الزرقاء. ثم بدأت الفراشة في الظهور على أرض خاصة. شكلت المؤسسة الأمريكية للأسماك والحياة البرية لجنة تضم ملاك الأراضي والمطورين والحكومات المحلية وإدارة الأسماك والحيوانات بولاية كاليفورنيا وغيرها لوضع خطة حماية الموائل الأولى في عام 1982 «لمعالجة المشكلات الناجمة عن وجود فراشات مهددة بالانقراض على جبل سان برونو». لا تتضمن خطة حفظ الموائل أي مراجعة علمية مستقلة، وبالتالي غير موجودة. أصبحت الخطة نموذج التعديل لقانون الأنواع المهددة بالانقراض عام 1983.
تعمل خطة حماية الموائل كالتالي: في مقابل الحصول على إذن للبناء فوق الجزء العلوي من الموئل الرئيسي للفراشات المهددة بالانقراض في كاليفورنيا، وهما فراشتي بلو مشن وسان برو إلفين، وافق ملاك الأراضي على تدابير لتحسين احتمالات بقاء الأنواع في مواقع أخرى. سمحت خطة حماية الموائل الخاصة بالتنمية من 368 فداناً (1.49 كم²) إلى 828 فداناً (3.35 كم²). طُلب من مالكي العقارات المتواجدين في هذه المنطقة تقديم الأرض والأموال للحفاظ على الموائل وتحسينها في أماكن أخرى حول جبل سان برونو. يُخمن أصحاب الممتلكات لصندوق ائتماني لحماية الموائل الذي يدفع مقابل مراقبة الأنواع وإزالة النباتات الغريبة وغيرها من المهام على الأرض «المتبرع بها» المخصصة للموئل. إحدى هذه المناطق على جبل سان برونو على طول السلسلة الشمالية الشرقية، حيث بُني مجتمع سكني على موئل فراشة مشن الزرقاء الرئيسي، وهو موطن من المفترض ترميمه على مرتفع يصل بين قمتين للجبل. لكن المرتفع الواصل بين قمتين أكثر برودة وعرقلة وعاصف. علاوة على ذلك، يمتلئ المرتفع بنوع من الأنواع الغازية، مثل غورس (قنديل (شجرة شائكة))، في حين تطلب فراشة مشن الزرقاء الترمس كنبات مضيف لها.
وضعت شركة الاستشارات البيئية، شركاء توماس ريد، خطة وعملت على تنفيذ البرنامج البيولوجي لخطة حماية الموائل ومراقبة النتائج. بالإضافة إلى ذلك، أجروا الدراسات البيولوجية ودراسات الأثر البيئي المطلوبة بموجب خطة حماية الموئل. يعمل شركاء توماس ريد مع آخرين لإيقاف غزوات النباتات الغريبة على موائل الفراشة وبدأ المهمة الشاقة المتمثلة في استبدال غزو غورس للمرتفع بالترمس لكي تنتقل الفراشات إليه. بدأ المشروع في عام 1985. غورس نبات قوي يمكن أن يصل ارتفاعه إلى 20 قدماً (6.1 متراً) مع أنظمة جذرية عميقة. جربت الشركة أساليب متعددة لتدمير الأنواع الغازية، بما في ذلك مبيدات الأعشاب والحرق. بحلول شهر إبريل أزهرت غورس أزهار صفراء زاهية. في عام 2001، أي بعد 16 سنة من بداية المشروع، بقي 100 فدانٍ (0.40 كيلومتر مربع) من أصل 330 فداناً مغطى بغروس.
يتولى مكتب سكرامنتو  للأسماك والحياة البرية مسؤولية حماية النباتات في جبل سان برونو ومنازل باركسايد. منازل باركسايد هي أحدث خطة أو اتفاقية للحفاظ على الموائل وتشمل مجتمعاً سكنياً مساحته 25 فداناً جنوب سان فرانسيسكو. المنطقة موئل لأنواع غير أصلية وأصلية تشمل الترمس والسدم والبنفسج. أُصدِرت الرخصة في عام 1996.
أصدِر تصريح الحماية الأصلي لجبل سان برونو في عام 1983 وشمل 3500 فداناً (14 كم²) من الأراضي متعددة الاستخدامات في مقاطعة سان ماتيو. فراشة مشن الزرقاء من بين الأنواع المهددة بالانقراض عام 1983 وجزء من الأرض. وتشمل حيوانات أخرى منها فراشة سان برونو إلفين وثعبان سان فرانسيسكو المخطط. في نهاية عام 1985، وضِع 203 فداناً آخر(0.82 كيلومتر مربع) من الأرض تحت رعاية مكتب ساكرامنتو. المنطقة المعروفة باسم «المنحدر الجنوبي» هي منطقة أخرى متعددة الاستخدامات. أضافت تعديلات الثلاث الأخرى على اتفاقية جبل سان برونو للحماية 10 و 19 و 227 فداناً (0.92 كيلومتراً مربعاً) في الأعوام 1985 و1986 و1990 على التوالي.

## فورت بيكر
فورت بيكر قاعدة مهجورة احتلها الجيش الأمريكي سابقاً. بالقرب من مدينة سوساليتو في كاليفورنيا. أعلن الجيش إغلاق المركز في عام 1995. تنازلوا عنه لإدارة المتنزهات الوطنية بحلول عام 2001.
غزت أشجار الصنوبر والشاي غير الأصلية في مونتيري جزءاً من الموائل في فورت بيكر بمساحة 8 وربع فداناً (3.3 هكتاراً). تعد منطقة فورت بيكر «أولوية إدارة الحياة النباتية والحيوانية» في منطقة الاستجمام الوطنية غولدن غيت. كجزء من مهمة حماية موئل فراشة مشن الزرقاء، سيسعى المشروع بشكل طبيعي إلى إزالة و/أو احتواء هذه الأنواع في مناطق ضمن أو بالقرب من «النبات المضيف» وهو الترمس الأبيض الأوراق. عند اكتمال المشروع، ستكون المنطقة خالية من الأشجار الغازية نهائياً.